# Diecéze podolskokamenecká
Latinská diecéze podolskokamenecká (latinsky Dioecesis Camenecensis Latinorum, ukrajinsky Кам'янець-Подільська дієцезія Римсько-Католицької Церкви в Україні) je římskokatolická diecéze na území západní Ukrajiny se sídlem v Kamenci Podolském a katedrálou sv. Petra a Pavla. Je sufragánní vůči lvovaké arcidiecézi.

## Stručná historie
Diecéze byla založena v roce 1373.